# Gurah (Peukan Bada)
Gurah is een bestuurslaag in het regentschap Aceh Besar van de provincie Atjeh, Indonesië. Gurah telt 325 inwoners (volkstelling 2010).